# 최지원 (프로듀서)
최지원(1974년 ~ )은 대한민국 KBS의 프로듀서이다.

## 학력
- 경희대학교 언론정보학과

## 경력
- 1997년 KBS 공채 24기 PD 입사
- 2021년 KBS PD 협회장

## 주요 연출작
- 추적 60분 CP (책임프로듀서)
- 피플 세상속으로 제작진

- 한국사회를 말한다
- KBS 스페셜
- 소비자고발

- 1998년 - 1999년   추적60분
- 2000년 - 2001년   피플 세상속으로
- 2002년 - 2003년   생방송, KBS 저널
- 2003년 - 2004년   KBS 특별기획, 한국사회를 말한다
- 2005년 - 2006년   KBS 스페셜
- 2007년  추적60분
- 2008년 - 2009년   소비자 고발
- 생방송 시사360

## 수상 경력
- 제9회 남녀평등상 대상
- 2014 차이나드래곤어워즈 동상 (국제상)
- 방송통신위원회 이달의 좋은 프로그램상 수상